# Hellmut Brunner
Hellmut Brunner (* 11. Mai 1913 in Höchst am Main; † 18. Februar 1997) war ein deutscher Ägyptologe.

## Leben
Hellmut Brunner wurde am 11. Mai 1913 in Frankfurt-Höchst als Sohn eines Chemikers geboren. Nach dem Abitur 1931 in Höchst studierte er Ägyptologie, Klassische Archäologie und Semitistik, zunächst in Berlin (1931–32), dann in München (1932–33, 1934–36) sowie am University College London (1933–34). 1936 wurde er bei Alexander Scharff in München promoviert. 1937/38 reiste er mit dem Reisestipendium des Deutschen Archäologischen Instituts in Ägypten. 1939 wurde er Assistent und Dozent an der Universität München, wo er 1942 auch habilitiert und zum Dozenten ernannt wurde.
Brunner war als Student Mitglied der Sozialistischen Arbeiterpartei. Aber bereits 1934 wurde er Mitglied des NSKK, beantragte am 13. Mai 1937 die Aufnahme in die NSDAP und wurde rückwirkend zum 1. Mai desselben Jahres aufgenommen (Mitgliedsnummer 4.264.314). Ebenfalls 1937 wurde er Blockwart der NSV. Brunner nahm seit 1940 als Soldat am Zweiten Weltkrieg teil, war in Frankreich, Russland und Polen (Infanterieregiment 468) und geriet 1945 in amerikanische Kriegsgefangenschaft. Aufgrund der Aussage seines Lehrers Alexander Scharff wurde Brunner im Entnazifizierungsverfahren seine Stelle als wissenschaftlicher Assistent und Dozent entzogen. Brunner war zu dieser Zeit in Kriegsgefangenschaft, aber seine Ehefrau erhob Einspruch. Sein Doktorvater Scharff warf ihm daraufhin beim Entnazifizierungsverfahren vor: Zumal in den Kriegsjahren gebärdete er sich derartig nazistisch, dass ich und alle seine Kommilitonen ihn mieden. Ich könnte dafür als Zeugen meine sämtlichen Schüler, die Brunner kannten, anführen. Darauf erfolgte eine Eintragung in seine Münchner Personalakte, dass er nicht wieder in einer amtlichen Eigenschaft oder in einer Dienst- oder Regierungsstelle beschäftigt werden dürfe.
Nach dem Krieg arbeitete er am Evangelisch-Theologischen Seminar in Blaubeuren als Hilfslehrer für Hebräisch und Griechisch. Seit 1950 arbeitete er als Assistent in der alttestamentlichen Abteilung der evangelisch-theologischen Fakultät der Universität Tübingen, wohin ihn Otto Michel geholt hatte. In der Eingabe der Universität Tübingen an das württembergische Kultusministerium wurde das so formuliert, dass man ihm eine Bewährung zugestehen wolle und der Amtsverlust nach dem Krieg wurde darauf zurückgeführt, dass er in dieser Zeit verwundet in Kriegsgefangenschaft gewesen war.
Ab 1951 war er Dozent für Ägyptologie an der Universität Tübingen. 1956 wurde er zum außerplanmäßigen, 1960 zum außerordentlichen und 1964 zum ordentlichen Professor für Ägyptologie ernannt. Er gilt als Begründer des Faches Ägyptologie an dieser Universität, schuf das ägyptologische Museum, das sich heute im Schloss Hohentübingen befindet, und initiierte das Projekt Tübinger Atlas des Vorderen Orients (TAVO) mit. Er legte großen Wert auf den Aufbau einer ägyptologischen Bibliothek, die heute zu den besten in Deutschland zählt. 1978 wurde er emeritiert. Seine Publikationen sind zahlreich und decken eine relativ große Bandbreite innerhalb des Faches Ägyptologie ab; Schwerpunkte im Bereich Weisheitslehren, Erziehung, Religion. Brunner gilt als „einer der Pioniere der Erforschung der Religion Ägyptens“.
Hellmut Brunner war seit 1937 mit der Ägyptologin Emma Brunner-Traut verheiratet.

## Veröffentlichungen (Auswahl)
- Die Anlagen der ägyptischen Felsgräber bis zum Mittleren Reich. Augustin, Glückstadt 1936 (= Ägyptologische Forschungen. Band 3) (Zugleich Dissertation).
- Die Texte aus den Graebern der Herakleopolitenzeit von Siut. Mit Übersetzung und Erläuterung. Augustin, Glückstadt 1937 (= Ägyptologische Forschungen. Band 5).
- Die Lehre des Cheti, Sohnes des Duauf. Augustin, Glückstadt 1944 (= Ägyptologische Forschungen. Band 13). (Zugleich Habilitationsschrift).
- Altägyptische Erziehung. Harrassowitz, Wiesbaden 1957.
- Abriss der mittelägyptischen Grammatik. Graz 1961; 2., erweiterte und verbesserte Auflage, ebenda 1967.
- Grundzüge einer Geschichte der altägyptischen Literatur. Wissenschaftliche Buchgesellschaft, Darmstadt 1966.
- Die Geburt des Gottkönigs. Studien zur Überlieferung eines altägyptischen Mythos. Harrassowitz, Wiesbaden 1964; 2., ergänzte Auflage, ebenda 1986.
- Die südlichen Räume des Tempels von Luxor. Zabern, Mainz 1977.
- Grundzüge der altägyptischen Religion. Wissenschaftliche Buchgesellschaft, Darmstadt 1983.
- Altägyptische Weisheit. Artemis, Zürich 1988.
- Das hörende Herz. Vandenhoeck u. Ruprecht, Freiburg (Schweiz) / Göttingen 1988.
- Hieroglyphische Chrestomathie. 2., verbesserte Auflage. Harrassowitz, Wiesbaden 1992.

## Festschriften
- Fontes atque pontes. Eine Festgabe für Hellmut Brunner, hrsg. von Manfred Görg, Harrassowitz, Wiesbaden 1983. ISBN 3-447-02347-3
- Welt des Orients Bd. 14/15, 1983/84 (enthält Bibliographie)